# Mertzwiller
Mertzwiller (en alsacià Merzwiller) és un municipi francès, situat a la regió del Gran Est, al departament del Baix Rin. L'any 1999 tenia 3.507 habitants.
Forma part del cantó de Reichshoffen, del districte de Haguenau-Wissembourg i de la Comunitat de comunes del Pays de Niederbronn-les-Bains.

## Demografia
| 1962  | 1968  | 1975  | 1982  | 1990  | 1999  |
| ----- | ----- | ----- | ----- | ----- | ----- |
| 2.692 | 2.948 | 3.282 | 3.408 | 3.524 | 3.507 |

## Administració
| Període   | Identitat       | Partit | Qualitat |  |
| --------- | --------------- | ------ | -------- |  |
| 1979-1989 | Marc Halter     |        |          |  |
| 1989-2001 | Jean-Luc Hung   |        |          |  |
| 2001-     | Roger Letzelter |        |          |  |